# تانگ شینگچیانگ
تانگ شینگچیانگ (انگلیسی: Tang Xingqiang؛ زادهٔ ۱۱ اوت ۱۹۹۵) دونده سرعت اهل چین است.